# تنشيط نيوتروني

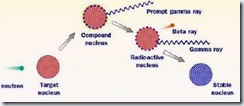

التنشيط النيوتروني أو تنشيط النيوترون هي العملية التي يحرّض (أو يحثّ) فيها الإشعاع النيوتروني حدوث نشاط إشعاعي في المواد، ويحدث عندما تلتقط (أو تصطاد) نوى الذرات نيوترونات حرّة فتصبح أثقل وتصبح في حالة مثارة.
تضمحل النوى في الحالة المثارة عادة بشكل فوري بإصدار (انبعاث) أشعة غاما أو جسيمات دون ذرية مثل جسيمات بيتا أو جسيمات ألفا بالإضافة إلى نواتج الانشطار النووي ونيوترونات. بالتالي فإن عملية اصطياد النيوترونات تؤدي عادة إلى تشكل نواتج في حالة منشّطة، والتي غالباً ما يكون عمر النصف لها قصيراً.
يمثل التنشيط النيوتروني الوسيلة الشائعة لتتحول فيها مادة مستقرة وتحرّض لتصبح مادة مشعة، وهذا المبدأ يمكن أن يطبق على مختلف المواد في الطبيعة مثل الماء والهواء والتربة وغيرها، وتتفاوت درجة الإشعاع حسب طبيعة المادة ودرجة التعرّض للإشعاع. فجزيء الماء على سبيل المثال والمتكون من ذرتي هيدروجين وذرة أكسجين، تحتاج فيه ذرة الهيدروجين إلى اصطياد مضاعف للنيوترون لتتحول البروتيوم (هيدروجين-1) إلى التريتيوم (هيدروجين-3)؛ في حين أن الأكسجين الطبيعي (أكسجين-16) يحتاج إلى ثلاث عمليات اصطياد نيوترونية ليصبح نظيراً غير مستقر على شكل أكسجين-19. بالتالي فإن الماء مادة صعبة التنشيط نيوترونياً، وذلك بالمقارنة مثلاً مع كلوريد الصوديوم (NaCl) الذي تتطلب فيه ذرتا الكلور والصوديوم حدوث اصطياد نيوتروني لمرة واحدة لكليهما فقط ليصبح مادة غير مستقرة.

## اقرأ أيضاً
- اصطياد نيوترون
- نشاط إشعاعي